# مراونه یک
مراونه یک، روستایی در دهستان عنافچه بخش مرکزی شهرستان باوی در استان خوزستان ایران است.

## جمعیت
بر پایه سرشماری عمومی نفوس و مسکن در سال ۱۳۹۵، جمعیت این روستا برابر با ۴۴۱ نفر (۱۰۲ خانوار) بوده است.